# Olympische Winterspiele 2018/Snowboard – Slopestyle (Frauen)
Der Snowboard Slopestyle der Frauen bei den Olympischen Winterspielen 2018 wurde am 12. Februar 2018 im Phoenix Snow Park ausgetragen.
Olympiasiegerin wurde die US-Amerikanerin Jamie Anderson. Die Silbermedaille gewann Laurie Blouin aus Kanada. Den Bronzerang belegte Enni Rukajärvi aus Finnland.
Wegen starkem Wind wurde die ursprünglich für den 11. Februar 2018 vorgesehene Qualifikationsrunde abgesagt. Alle Athletinnen traten in zwei Finalrunden anstatt der geplanten zwei Qualifikationsrunden und drei Finalrunden an. Aufgrund der starken Winde wurden die zwei Finalrunden um mehr als eine Stunde verschoben. Der starke Wind hielt bis ins Finale an und verursachte viele Stürze unter den Teilnehmerinnen.
Von den 25 Athletinnen konnten nur sich nur fünf im ersten Lauf auf den Beinen halten. Mehrere Snowboarderinnen sprachen davon, dass die Austragung des Finales unverantwortlich gewesen sei. Laut der FIS waren die Bedingungen innerhalb der Norm.

## Ergebnisse

### Finale
| Rang | Athletin             | Land                             | 1. Lauf | 2. Lauf | Bester Lauf |
| ---- | -------------------- | -------------------------------- | ------- | ------- | ----------- |
| 1    | Jamie Anderson       | Vereinigte Staaten               | 83,00   | 34,56   | 83,00       |
| 2    | Laurie Blouin        | Kanada                           | 49,16   | 76,33   | 76,33       |
| 3    | Enni Rukajärvi       | Finnland                         | 45,85   | 75,38   | 75,38       |
| 4    | Silje Norendal       | Norwegen                         | 73,91   | 47,66   | 73,91       |
| 5    | Jessika Jenson       | Vereinigte Staaten               | 72,76   | 41,11   | 72,76       |
| 6    | Hailey Langland      | Vereinigte Staaten               | 41,26   | 71,80   | 71,80       |
| 7    | Sina Candrian        | Schweiz                          | 66,35   | 39,80   | 66,35       |
| 8    | Sofja Fjodorowa      | Olympische Athleten aus Russland | 27,53   | 65,73   | 65,73       |
| 9    | Yuka Fujimori        | Japan                            | 63,73   | 48,51   | 63,73       |
| 10   | Elena Könz           | Schweiz                          | 17,28   | 59,00   | 59,00       |
| 11   | Julia Marino         | Vereinigte Staaten               | 55,85   | 41,05   | 55,85       |
| 12   | Asami Hirono         | Japan                            | 49,80   | 27,26   | 49,80       |
| 13   | Zoi Sadowski-Synnott | Neuseeland                       | 26,70   | 48,38   | 48,38       |
| 14   | Reira Iwabuchi       | Japan                            | 48,33   | 31,06   | 48,33       |
| 15   | Anna Gasser          | Österreich                       | 42,05   | 46,56   | 46,56       |
| 16   | Šárka Pančochová     | Tschechien                       | 43,46   | 39,18   | 43,46       |
| 17   | Aimee Fuller         | Großbritannien                   | 34,63   | 41,43   | 41,43       |
| 18   | Isabel Derungs       | Schweiz                          | 39,66   | 31,98   | 39,66       |
| 19   | Miyabi Onitsuka      | Japan                            | 33,25   | 39,55   | 39,55       |
| 20   | Carla Somaini        | Schweiz                          | 36,71   | 23,08   | 36,71       |
| 21   | Brooke Voigt         | Kanada                           | 24,36   | 36,61   | 36,61       |
| 22   | Spencer O’Brien      | Kanada                           | 26,43   | 36,45   | 36,45       |
| 23   | Cheryl Maas          | Niederlande                      | 31,71   | 35,30   | 35,30       |
| 24   | Klaudia Medlová      | Slowakei                         | 26,16   | 34,00   | 34,00       |
| 25   | Lucile Lefevre       | Frankreich                       | 28,35   | 17,31   | 28,35       |
| 26   | Silvia Mittermüller  | Deutschland                      | 1,00    | DNS     | 1,00        |